# Pelomedusa
Genre
Pelomedusa est un genre de tortues de la famille des Pelomedusidae.

## Répartition
Les 10 espèces de ce genre se rencontrent en Afrique.

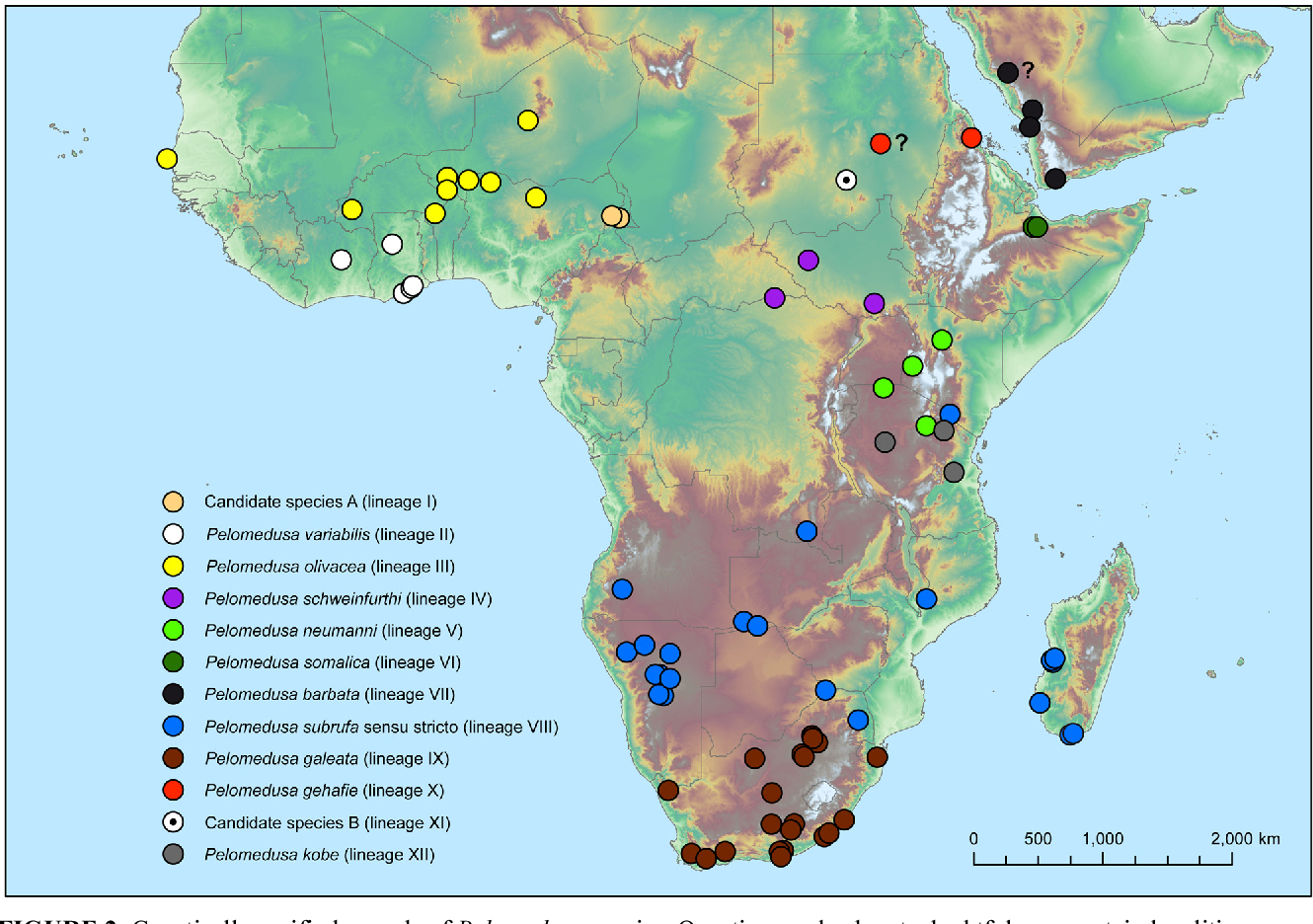
Répartition des différentes espèces de Pelomedusa

## Liste des espèces
Selon BioLib (14 novembre 2018) :
- Pelomedusa barbata Petzold, Vargas-Ramírez, Kehlmaier, Vamberger, Branch, Du Preez, Hofmeyr, Meyer, Schleicher, Široký & Fritz, 2014
- Pelomedusa galeata (Schoepff, 1792)
- Pelomedusa gehafie (Rüppell, 1835)
- Pelomedusa kobe Petzold, Vargas-Ramírez, Kehlmaier, Vamberger, Branch, Du Preez, Hofmeyr, Meyer, Schleicher, Široký & Fritz, 2014
- Pelomedusa neumanni Petzold, Vargas-Ramírez, Kehlmaier, Vamberger, Branch, Du Preez, Hofmeyr, Meyer, Schleicher, Široký & Fritz, 2014
- Pelomedusa olivacea (Schweigger, 1812)
- Pelomedusa schweinfurthi Petzold, Vargas-Ramírez, Kehlmaier, Vamberger, Branch, Du Preez, Hofmeyr, Meyer, Schleicher, Široký & Fritz, 2014
- Pelomedusa somalica Petzold, Vargas-Ramírez, Kehlmaier, Vamberger, Branch, Du Preez, Hofmeyr, Meyer, Schleicher, Široký & Fritz, 2014
- Pelomedusa subrufa (Lacépède, 1788)
- Pelomedusa variabilis Petzold, Vargas-Ramírez, Kehlmaier, Vamberger, Branch, Du Preez, Hofmeyr, Meyer, Schleicher, Široký & Fritz, 2014